# اکراس گردن‌کاهی

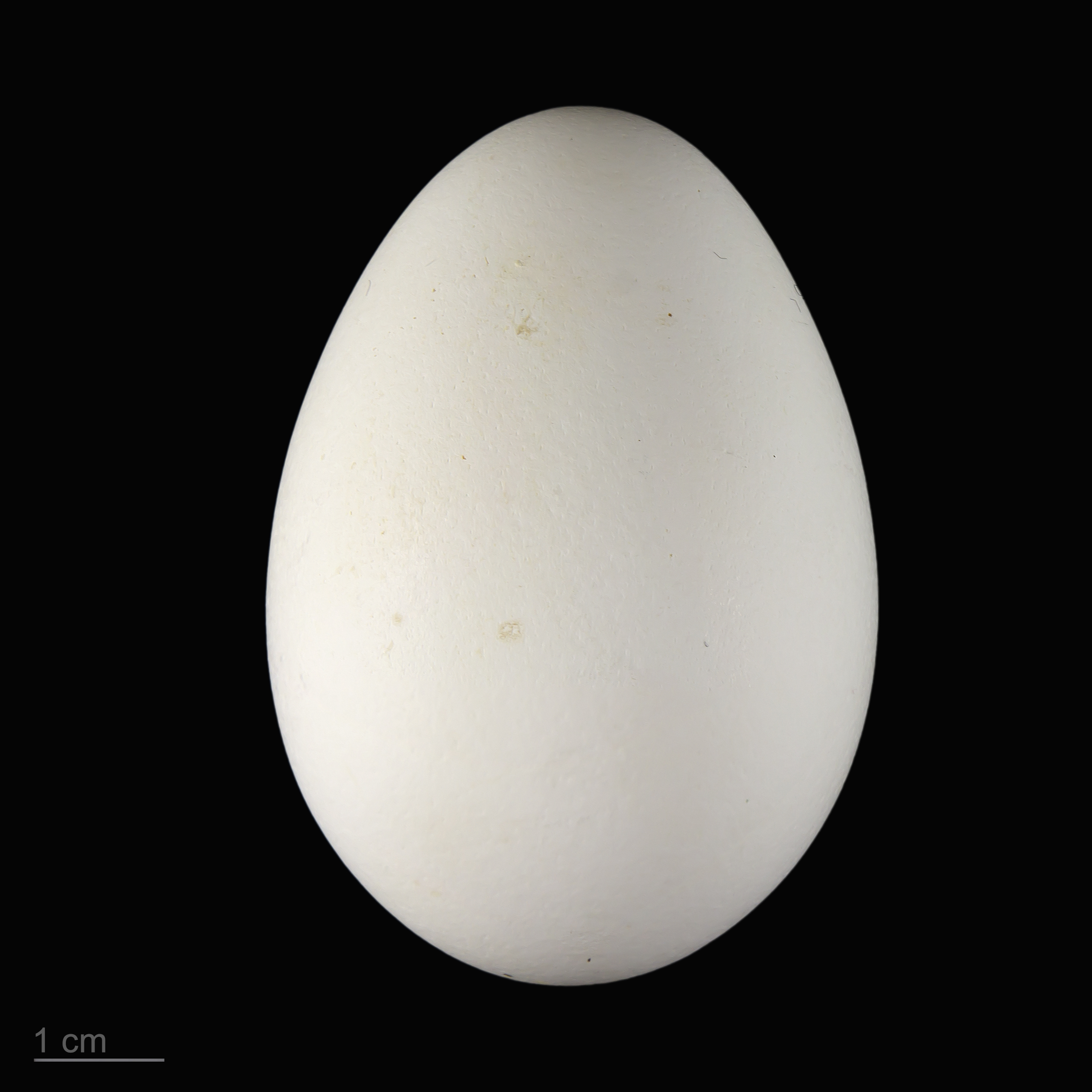
Threskiornis spinicollis

اکراس گردن‌کاهی (نام علمی: Threskiornis spinicollis) نام یک گونه از سرده مرغ‌مقدسی است.